# 舍爾根巴赫河
48°18′45″N 11°42′10″E / 48.312613°N 11.702821°E
舍爾根巴赫河是德國的河流，位於該國東南部，由巴伐利亞負責管轄，屬於伊薩爾河的支流，河道全長13公里，流經慕尼黑以北。